# Mary Gentle
Mary Rosalyn Gentle (Eastbourne, 29 marzo 1956) è una scrittrice britannica di romanzi di fantasy e fantascienza.

## Biografia
Gentle esordì come romanziera nei tardi anni Settanta con il romanzo fantasy per adolescenti A Hawk in Silver, cui fece seguito la dilogia di Orthe: una serie di fantascienza sociologica che contrappone i progetti di colonialismo di una Terra futura alla società luddista del pianeta Orthe, sviluppando un filone tematico già avviato vent'anni prima da Ursula Le Guin con il Ciclo dell'Ecumene.
Nei primi anni Novanta l'autrice fondò il collettivo letterario Midnight Rose assieme ai suoi amici e colleghi Alex Stewart, Roz Kaveney e Neil Gaiman e contribuì alle cinque antologie a più mani in cui il gruppo si dedicò alla decostruzione degli stilemi tradizionali della letteratura fantastica anglofona; tale sperimentazione impattò anche la produzione autonoma di Gentle, la quale parodiò i tropi dell'high fantasy nel romanzo Grunts! (in cui gli orchi della tradizione tolkieniana sono elevati a eroi e contrapposti a elfi e hobbit) e prese spunto dal ciclo del Campione Eterno di Michael Moorcock per creare la saga del Corvo Bianco – un ciclo narrativo che segue le vite degli stessi protagonisti, Valentine e Casaubon, in dimensioni parallele di un unico multiverso, passando dalle atmosfere prettamente fantasy dei primi racconti al mondo science fantasy basato sulla magia ermetica del romanzo Il tramonto degli dei, fino alla rilettura ucronica della Guerra Civile Inglese in The Architecture of Desire e alla distopia cyberpunk di Left to His Own Devices.
Negli anni Duemila Gentle si cimentò nella scrittura della Prima Storia, una vasta saga ucronica commista di elementi fantastici, ambientata in un XV secolo alternativo in cui l'Africa nordoccidentale è stata unificata dal regno di Cartagine, un potente Stato di cultura romano-germanica in perpetuo conflitto con i regni europei e in particolare con il Ducato di Borgogna: il primo romanzo della sequenza, Ash. Una storia segreta, segue le imprese di una capitana di ventura durante un'invasione dell'Europa continentale da parte dei Cartaginesi complicata dagli interventi di stregonerie ebraiche, mentre il successivo, Ilario, narra i viaggi per il Mediterraneo e la carriera pittorica di un artista itinerante intersessuale. Autonomi dalla dilogia della Prima Storia, ma afferenti a un medesimo filone stilistico, sono anche il romanzo di cappa e spada 1610: A Sundial in a Grave, il cui protagonista Valentin de Rochefort è l'avversario di D'Artagnan ne I tre moschettieri di Alexandre Dumas padre, e il romanzo gotico The Black Opera, ambientato a Napoli durante la Restaurazione borbonica.
L'autrice si è sostanzialmente ritirata dalla scrittura negli anni Duemiladieci.

## Opere
Per ogni testo si indica la prima edizione nell'originale inglese e l'eventuale prima traduzione in lingua italiana. Le serie di romanzi interconnessi sono elencate cronologicamente, in base alla data di pubblicazione del primo episodio di ogni ciclo.

### Saga diOrthe
La serie ebbe origine da un racconto autonomo apparso su rivista:
- "La luce cristallina del sole, l'aria limpida" ("The Crystal Sunlight, the Bright Air"), Isaac Asimov's Science Fiction Magazine febbraio 1983. Trad. Vittorio Curtoni in Magia automatica, Asimov. Antologia di Fantascienza 4, SIAD Edizioni, 1984.

Successivamente l'autrice ne ha riproposto l'ambientazione in una dilogia di romanzi:
1. Golden Witchbreed, Victor Gollancz Ltd, 1983.
2. Ancient Light, Victor Gollancz Ltd, 1987.

Tutti i tre testi sono stati riuniti nell'omnibus Orthe: Chronicles of Carrick V, Victor Gollancz Ltd, 2002.

### Saga delle Cento Isole (Hundred Isles)
Un dittico di racconti riunito per la prima volta nella raccolta Scholars and Soldiers, Macdonald, 1989.
1. "A Shadow Under the Sea", Isaac Asimov's Science Fiction Magazine ottobre 1983.
2. "Anukazi's Daughter", nell'antologia Isaac Asimov's Tomorrow's Voices, The Dial Press, 1984.

### Saga del Corvo Bianco (White Crow)
Il nucleo principale della serie consiste di tre romanzi:
1. Il tramonto degli dei (Rats and Gargoyles), Bantam Press, 1990. Trad. Susanna Bini, I Libri di Fantasy. Il Fantastico nella Fantascienza III, Fanucci Editore, 1992.[1]
2. The Architecture of Desire, Bantam Press, 1991.
3. Left to His Own Devices, nella raccolta Left to His Own Devices, Orbit, 1994.

Inoltre, due racconti e un romanzo breve vanno a comporre un quarto intreccio complementare alla trilogia:
- "Beggars in Satin", nella raccolta Scholars and Soldiers, Macdonald, 1989.
- "The Knot Garden", nella raccolta Scholars and Soldiers, Macdonald, 1989.
- Black Motley, nell'antologia More Tales from the Forbidden Planet, a cura di Roz Kaveney, Titan Books, 1990.

L'intera serie è stata riunita per la prima volta nell'omnibus White Crow, Victor Gollancz Ltd, 2003.

### Saga della Prima Storia (First History)
Formalmente il ciclo consiste di due romanzi, ma le prime edizioni statunitensi li hanno divisi rispettivamente in quattro e due tomi, dando alla serie la parvenza di un'esalogia; la traduzione italiana del primo romanzo adotta la soluzione statunitense.
1. Ash. Una storia segreta (Ash: A Secret History), Victor Gollancz Ltd, 2000. Trad. Nicola Gianni, Il Libro d'Oro 133, 134, 137 e 139 (4 voll.), Fanucci Editore, 2001-2003.
2. Ilario: The Lion's Eye poi Ilario, Victor Gollancz Ltd, 2006.

Alla dilogia principale si collegano due romanzi brevi:
- The Logistics of Carthage, nell'antologia Worlds That Weren't, a cura di Mary Gentle, S. M. Stirling, Harry Turtledove e Walter Jon Williams, Roc / New American Library, 2002. Riprende gli eventi di Ash. Una storia segreta.
- Under the Penitence, PS Publishing, 2004. Estratto promozionale dal romanzo Ilario.

### Romanzi autoconclusivi
- A Hawk in Silver, Victor Gollancz Ltd, 1977.
- Grunts!, Bantam Books, 1992.
- 1610: A Sundial in a Grave, Victor Gollancz Ltd, 2003.
- The Black Opera, Night Shade Books, 2012.

### Raccolte di racconti
- Scholars and Soldiers, Macdonald, 1989. Comprende due racconti del Corvo Bianco, uno di Orthe, il dittico delle Cento Isole, e quattro autoconclusivi, con introduzione di Neil Gaiman.
- Left to His Own Devices, Orbit, 1994. Omnibus comprendente due racconti autoconclusivi e i romanzi del Corvo Bianco Left to His Own Devices e Black Motley.
- Cartomancy, Victor Gollancz Ltd, 2004. Comprende il romanzo breve della Prima Storia The Logistics of Carthage, il dittico delle Cento Isole, i sei racconti autoconclusivi già apparsi in Scholars and Soldiers e Left to His Own Devices, e quattro racconti mai riuniti prima in volume. Tutti i testi sono corredati da commenti dell'autrice.